# Соціальний дарвінізм
Соціа́льний дарвіні́зм — ідеологія суспільства, яка прагне застосовувати біологічні поняття дарвінізму або еволюційну теорію соціології в політиці, часто з припущенням, що конфлікт між групами в суспільстві призводить до соціального прогресу: боротьба за існування і природний добір — головний рушій суспільного розвитку.
Згідно з ідеологією, закономірності природного добору і боротьби за виживання, виявлені Чарлзом Дарвіном в природі, поширюються на відносини в людському суспільстві: існування панівних класів виправдовувалося їхньою біологічною перевагою.
Ця ідеологія спонукала до ідей євгеніки, наукового расизму, імперіалізму, фашизму, нацизму, і боротьби між національними або расовими групами.
Назва «соціальний дарвінізм» є сучасною назвою, даною різним теоріям суспільства, які виникли в Англії та Сполучених Штатах в 1870-х роках, які, як стверджується, прагнули застосувати біологічні поняття в соціології та політиці. Термін соціал-дарвінізм отримав широке вживання у 1944 році серед тих, хто виступав проти цих концепцій. Сьогодні, у зв'язку з негативними конотаціями теорії соціального дарвінізму, особливо після звірств Другої світової війни, мало хто називає себе соціальним дарвіністом, і термін здебільшого розглядається як принизливий. 

## Теорії та походження
Соціал-дарвінізм, започаткований Л. Гумпловичем, Г. Ратценхофером, Албіоном Смоллом й іншими, користувався особливою популярністю в період з кінця 19 століття до Другої світової війни, хоча деякі критики вважають, що сучасна соціобіологія також може бути класифікована як різновид соціал-дарвінізму.
Соціальний дарвінізм не створив наукової школи або яскраво вираженої політичної течії. Цей термін використовується в академічному середовищі для опису антигуманістичних і антисоціалістичних тенденцій в соціально-економічній теорії; його також застосовують як «ярлик» стосовно до соціально-політичних ідей тих дослідників-інакодумців, які не мають широкого визнання в науковому світі. Елементи соціал-дарвіністської теорії використовуються різними консервативними рухами, лібертаріанцями, прихильниками лесеферизму і мілітаризму.[джерело?]

## Критика соціал-дарвінізму
Ідеї соціал-дарвінізму суперечать принципам патерналізму і суті традиційного суспільства, бо пояснюють еволюцію суспільного життя біологічними принципами природного відбору підносячи значення конфліктів.[джерело?]
Одним з відомих критиків соціал-дарвінізму був Петро Кропоткін. У своїй праці «Взаємодопомога як фактор еволюції»(1902) він з матеріалістичних позицій доводить, що в живій природі і людському суспільстві кооперація і взаємодопомога є природнішими явищами, ніж конкуренція і боротьба за виживання.

## Младотурки
Комітет Союзу і прогресу в Османській імперії прийняв соціал-дарвіністську ідеологію. Віра в те, що між турками та іншими етнічними групами існує конфлікт на життя чи смерть, спонукало їх проводити геноцид та кампанії етнічної чистки проти вірмен, ассирійців, курдів, греків та інших груп. Соціальний дарвінізм дозволив їм розглядати винищення цілих груп населення і вбивство жінок і дітей як необхідний і виправданий курс дій.
Соціал-дарвінізм також був аспектом кемалізму.